# ماركو جاريك
ماركو جاريك (بالصربية: Марко Јарић)‏ مواليد 12 أكتوبر 1978 في بلغراد، جمهورية صربيا الاشتراكية، جمهورية يوغوسلافيا الاشتراكية الاتحادية، هو لاعب كرة سلة صربي سابق بدأ مسيرته الاحترافية في سنة 1996. يبلغ طوله 6 قدم 7 بوصة (2.0 م). اعتزل اللعب في 2013.

## فرق لعب لها
- فيرتوس بالاكانسترو بولونيا
- لوس أنجلوس كليبرز
- مينيسيوتا تيمبر وولفز
- ميمفيس غريزليس
- ريال مدريد بالونكيستو

## الميداليات
| الميدالية | المسابقة                         |
| --------- | -------------------------------- |
| ذهبية     | بطولة كأس العالم لكرة السلة 2002 |
| ذهبية     | بطولة أمم أوروبا لكرة السلة 2001 |

## روابط خارجية
- ماركو جاريك على موقع الاتحاد الدولي لكرة السلة (الإنجليزية)
- ماركو جاريك على موقع الدوري الأوروبي لكرة السلة (الإنجليزية)
- ماركو جاريك على موقع إن بي أي (الإنجليزية)
- ماركو جاريك على موقع سبورتس رفرنس (الإنجليزية)
- ماركو جاريك على موقع الدوري الإسباني لكرة السلة (الإسبانية)
- ماركو جاريك على موقع كرة السلة الأوروبية.كوم (الإنجليزية)
- ماركو جاريك على موقع DraftExpress.com (الإنجليزية)
- ماركو جاريك على موقع ريلجم (الإنجليزية)
- ماركو جاريك على موقع بروبوليرز (الإنجليزية)
- ماركو جاريك على موقع سبورتس رفرنس (الإنجليزية)